# Herb Malborka
Herb Malborka – jeden z symboli miasta Malbork w postaci herbu.

## Wygląd i symbolika
Herb przedstawia trzy czerwone wieże, z których każda posiada wieloboczny niebieski dach zakończony złotą kulą. Wieże otacza półkolisty ceglany mur również barwy czerwonej z przedbramiem i bramą zamkniętą w dwóch trzecich złotą broną. Wieże i mur zwieńczone są krenelażem. Środkowa wieża jest nieco większa i wyższa od dwóch pozostałych. Każda z nich ma po jednym wąskim otworze strzelniczym. 

## Historia
Herb został zatwierdzony 21 stycznia 1992 przez Radę Miejską. 